# Buch (Rainau)
Buch ist ein Ortsteil von Rainau im Ostalbkreis in Baden-Württemberg.

## Beschreibung
Der Ort liegt etwa zwei Kilometer südlich von Schwabsberg.
Der Untergrund besteht aus Jura und Goldshöfer Sande. Naturräumlich liegt der Ort im Östlichen Albvorland, genauer auf den Goldshöfer Terrassenplatten.
Im Ort mündet der Strütbach in den Längenbach, der ab hier Ahlbach heißt und in die Jagst fließt.

## Geschichte

### Antike
Von Südwesten nach Nordosten des Ortes zog während der Zeit der Römer die befestigte Nordgrenze des Römischen Reiches, der Obergermanisch-Raetische Limes. Östlich des Ortes befand sich auch ein Kastell.

### Ab dem Mittelalter
Der Weiler Buch, dessen Name möglicherweise auf den Baum Buche zurückgeht, wurde erstmals 1287 urkundlich erwähnt. In diesem Jahr übertrug Graf Ludwig von Oettingen seine Güter in Buch der Abtei Ellwangen zu Lehen, um im Gegenzug Besitz in Nordhausen zu erhalten. Buch war in den folgenden Jahrhunderten Teil des Lehenssystems der Abtei Ellwangen und stand im Besitz verschiedener Adelsfamilien.
Am 24. Januar 1421 verkauften Lutz von Pfahlheim und seine Söhne Wilhelm und Rudolf ihre Lehen in Buch, darunter Güter, Zinsen, Fischereirechte und Holzmarken, für 2176 Goldgulden an Ulrich von Ahelfingen zu Hohenahelfingen. Buch wurde daraufhin dem Gericht Hohenahelfingen zugeordnet. Nach dem Aussterben des Geschlechts der Ahelfingen in der Mitte des 16. Jahrhunderts fiel der Besitz heim an die Abtei Ellwangen. 
Laut der „Topographia Ellvacensis“ von 1733 war Buch Teil des Ellwanger Amts Oberalfingen und umfasste eine Mühle, fünf Bauernhöfe, zwei Halbbauernstellen sowie 19 Löhner und zwei Söldner. Ein großer Brand im Jahr 1769 richtete erhebliche Schäden im Ort an.
Südlich des Weilers befinden sich Spuren einer frühmittelalterlichen Befestigungsanlage. Ein Burghügel ist durch einen tiefen Graben von einem Erdrücken abgetrennt, was auf eine einstige Burganlage hinweist.
Bis 1974 gehörte der Ort zur Gemeinde Schwabsberg, die dann zum 1. Januar 1975 mit der Gemeinde Dalkingen zur Gemeinde Rainau zusammengeschlossen wurde.

## Bauwerke

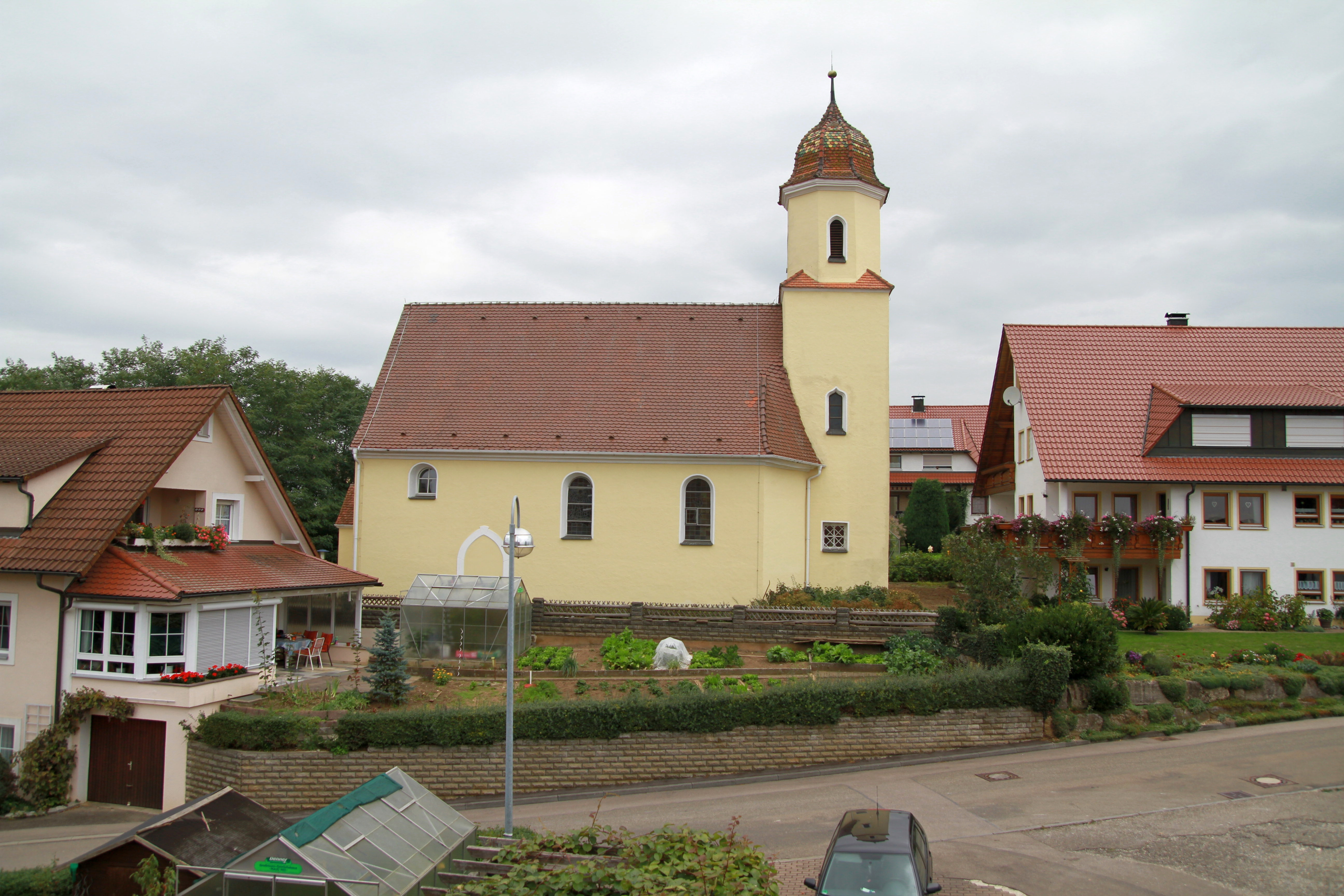
Marienkapelle

Im Ort steht eine der Heiligen Maria geweihten Kapelle, deren Schiff von 1699 ist und einen frühgotischen Turm besitzt.